# Ein Mann wie Dynamit
Ein Mann wie Dynamit (Originaltitel: 10 to Midnight) ist ein US-amerikanischer Thriller aus dem Jahre 1983 von J. Lee Thompson nach einem Drehbuch von William Roberts. Die Hauptrolle spielt Charles Bronson.

## Handlung
Die Polizisten Leo Kessler und Paul McAnn kommen dem Serienmörder Warren Stacey auf die Spur, der Frauen umbringt, nachdem diese seine sexuellen Avancen ablehnen. Da seine Art zu flirten von Frauen als unheimlich angesehen wird, geschieht dies häufig. Kessler kann Stacey festnehmen, doch mangels handfester Beweise wird er wieder freigelassen. Kessler, der von Staceys Schuld überzeugt ist, fälscht Beweisstücke, um Stacey hinter Gitter zu bringen, doch vor Gericht wird Kessler von McAnn verraten, der sich weigert, bei dem Schwindel mitzuspielen, und folglich unehrenhaft aus dem Dienst entlassen wird.
Stacey nimmt als Rache Kesslers Tochter Laurie ins Visier. Kessler hält nun nichts mehr, er heftet sich an Staceys Fersen, kann jedoch nicht verhindern, dass dieser drei von Lauries Zimmergenossinnen und Freundinnen tötet. Als Stacey Laurie verfolgt, wird er von Kessler und der eintreffenden Polizei gestellt. Stacey schreit, er werde behaupten, verrückt und somit unzurechnungsfähig zu sein, und dass er bald wieder frei sein und die ganze Welt von ihm hören werde. Daraufhin tötet Kessler Stacey mit einem Kopfschuss.

## Kritiken
Kino.de meinte: „Spannender, gut gemachter und [...] packend gestalteter Action-Schocker und Vigilantenfilm. Kessler verzweifelt wie einige seiner von Bronson verkörperten Vorbilder am komplizierten Rechtssystem und wendet sich der Selbstjustiz zu. Sehr attraktiv als Bronsons Tochter: Lisa Eilbacher. Sehr gut als Strafverteidiger: Geoffrey Lewis. Ebenso die Farbfotografie von Kameramann Adam Greenberg, die L.A. in Düsternis taucht.“
Cinema bezeichnete den Film als ein „krasses, einfältiges Bronson-Vehikel“.
Das Lexikon des internationalen Films urteilte: „Blutrünstiger, ideologisch fragwürdiger und technisch dürftiger Selbstjustizfilm.“

## Hintergrund
Der Film wurde überwiegend in Los Angeles gedreht. Er spielte in den Kinos der USA knapp 7,2 Millionen US-Dollar ein.